# Georg Østerholt
Georg Østerholt (ur. 13 grudnia 1892 w Gjerstad, zm. 20 września 1982 w Bergen) – norweski skoczek narciarski uczestniczący w zawodach w latach 20. XX wieku. Zdobył brązowy medal w skokach na Mistrzostwach Świata w Narciarstwie Klasycznym 1926 w Lahti.